# Lestodiplosis florida
Lestodiplosis florida är en tvåvingeart som beskrevs av Ephraim Porter Felt 1908. Lestodiplosis florida ingår i släktet Lestodiplosis och familjen gallmyggor.
Artens utbredningsområde är Florida. Inga underarter finns listade i Catalogue of Life.